# Уарнет
ДП НТЦ «Уарнет» (Науково-телекомунікаційний центр «Українська академічна і дослідницька мережа» ІФКС НАН України, UARNet від англ. Ukrainian Academic and Research Network) — державне підприємство, найбільший інтернет-провайдер Західної України, один із найбільших магістральних операторів України. Підпорядковується Інституту фізики конденсованих систем НАН України. Єдине підприємство телекомунікаційного зв'язку, що 100-відсотково належить державі.
Знаходиться у Львові.

## Діяльність та клієнти

### Реєстратор доменних імен
Підприємство є реєстратором доменних імен у зонах .ua, .com.ua, .gov.ua, .org.ua та адміністратором домену львівського регіону .lviv.ua.

### Клієнти та магістральні мережі
Уарнет володіє магістральною мережею та забезпечує доступом до мережі інтернет 160 корпоративних клієнтів.
Серед клієнтів Уарнету — інтернет-провайдери у всіх регіонах України, вищі органи державної влади України, вищі навчальні заклади України, установи Національної академії наук України, відомчі Академії наук, банківські структури, освітні установи та інші.
Загалом Уарнет обслуговує більше 10 тисяч користувачів.
Є учасником мережі обміну трафіком UA-IX.

## Історія

### Лабораторія інформаційних технологій і комп'ютерних мереж
У вересні 1992 року започатковано проєкт «UARNet» задля розвитку комп'ютерних мереж у українському науково-дослідному товаристві.
У лютому 1993 року спільно зі Шведською космічною корпорацією, «Уарнет» побудував перший в Україні супутниковий канал зв'язку (через супутник Tele-X), чим забезпечив Львову доступ до мережі Інтернет.
У 1994 році «Уарнет» зареєстрований Європейським мережевим координаційним центром (RIPE) як автономна система AS3255.
У 1995 році проєкт перетворився на лабораторію інформаційних технологій і комп'ютерних мереж.

### Державне підприємство
Постановою Президії НАН України № 405 від 20 листопада 1998 року було вирішено лабораторію реорганізувати у державне підприємство. Директором став Ігор Процикевич.
З 1999 року незважаючи на борги перед шведською космічною корпорацією через знецінення гривні, відсутність супутникового доступу (супутник було деактивовано) та конкурентів (на той час у Львові діяли такі оператори: «Укртелеком», «Інфоком», «Літех», «Вертеп», «Субтронік», «Інтернет Україна»), за два роки Уарнету вдалося наростити клієнтів та у 2002 році стати найбільшим провайдером Львову.
З 2007 року Уарнет позиціонує себе як магістральний провайдер та має первинну мережу по всій Україні..

## Нагороди
У 2001 році підприємство стало переможцем конкурсу «Обличчя міста» у номінації «Львів комп'ютерний».